# Серафим Врачански
Серафим (на гръцки: Σεραφείμ) е гръцки духовник, епископ на Вселенската патриаршия.

## Биография
Серафим е по произход грък. Служи като архимандрит в Търновската митрополия. През декември 1781 година е ръкоположен в църквата „Св. св. Петър и Павел“ в Търново за епископ на новосъздадената Врачанска, Раховска и Плевенска епархия. Ръкополагането е извършено от митрополит Калиник Търновски в съслужение с епископите Кирил Червенски, Антим I Ловчански и Неофит Преславски. В 1788 година, поради Руско-турската война и последвалата анархия в района, той бяга в Арбанаси, където умира в 1794 година.